# Wappen der finnischen Region Kymenlaakso
Wappen der finnischen Region Kymenlaakso

Diese Seite zeigt Wappen der finnischen Städte und Gemeinden der Region von Kymenlaakso.

## Städte und Gemeinden

Kymenlaakso
Hamina
Iitti
Kotka
Kouvola
Kouvola[6] (ab 2009)
Miehikkälä
Pyhtää
Virolahti

## Wappen aufgelöster und alte Gemeinden

Anjala
Anjalankoski
Elimäki
Haapasaari
Hamina[13] (1952–2002)
Jaala
Karhula
Kuusankoski
Kymi
Sippola
Valkeala
Vehkalahti

## Wappenbeschreibung
1. ↑  Im von Blau und Weiß geteilten Schild ist oben ein weißer wachsender nach rechts gebogener Lachs mit anders gefärbten Flossen und unten ist ein blaues Netz aufgelegt.
2. ↑  In Blau eine ausgerissene Kalla mit einer weiß-roten Blüte und vier goldenen Blättern
3. ↑  In Schwarz mit einem silbernen Wellenbalken ein senkrecht stehender den Bart nach oben zeigender goldener Doppelbartschlüssel mit Vierpassreite
4. ↑  In Blau ein naturgefärbter Adler als Scherbvogel auf einem gekreuzten silbernen Anker mit einem silbernen Merkurstab sitzend.
5. ↑  In Schwarz ein dükkendes silbernes Andreaskreuz mit zwei roten Schlüsseln, deren Doppelbärte aufwärts zeigen und eine Vierpassreite haben
6. ↑  In Schwarz über einem Wellenschildfuß ein sechsfaches Glevenrad aus Gold
7. ↑  In Rot zwei silberne Sparren
8. ↑  In Schwarz zwei schragengekreuzte silberne rotbeflosste Lachse mit silbernen gemeinen Kreuzen in den Winkeln
9. ↑  In Rot ein silberner Anker von goldenen Kleeblättern besät umgeben
10. ↑  In Blau drei silberne Schwurhände gleicher Größe
11. ↑  In Weiß und Rot geteilt mit einem aus der Teilung nach oben wachsenden schwarzen goldgekrönten und goldbehuften Pferd mit goldenem Sattel und Zaumzeug und darunter sind in Silber zwei schragengekreuzte ?? mit einem weißen Vierblatt
12. ↑  In Blau liegen drei silberne nach unten gebogenen Ahlen übereinander
13. ↑  In Blau schwimmt ein goldenes Boot unter einer goldenen Krone mit roter Mütze auf einem silbernen Wellenbalken
14. ↑  In Blau ein goldenes Fass mit drei herausragenden silbernen Lachsschwänzen.
15. ↑  In Silber rotbewehrte und rotgezungte schwarze aufgerichtete abgewendete Bären bewaffnet jeder mit einem schwarzen Hammer
16. ↑  In Ror eine silberne ausgerissene stilisierte Tanne mit drei Goldzapfen
17. ↑  In Schwarz unter einer goldenen Krone ein gebogener silberner Lachs
18. ↑  In Schwarz drei silberne Flammen, die mittlere ist die längste
19. ↑  In Blau eine ausgerissene Kalla mit einer weiß-roten Blüte und vier goldenen Blättern